# Wasilij Panin
Wasilij Iwanowicz Panin (ros. Васи́лий Ива́нович Па́нин, ur. 15 września 1934 we wsi Borowoje w obwodzie lipieckim) – radziecki admirał.

## Życiorys
W 1955 ukończył szkołę piechoty morskiej w Wyborgu, od 1956 pracownik wojskowo-polityczny Armii Radzieckiej.
W 1966 ukończył Wojskową Akademię Polityczną im. W.I. Lenina. Od 1958 członek KPZR, 1977-1982 instruktor Wydziału Organów Administracyjnych KC KPZR, 1985-1987 I zastępca szefa Zarządu Politycznego Marynarki Wojennej ZSRR. W 1986 ukończył Wojskową Akademię Sztabu Generalnego Sił Zbrojnych ZSRR, 1987-1991 członek Rady Wojskowej - szef Wojskowego Zarządu Politycznego Marynarki Wojennej ZSRR (od 1989 w stopniu admirała), 1991 I zastępca głównodowodzącego Marynarką Wojenną ZSRR - szef Wojskowego Zarządu Politycznego Marynarki Wojennej ZSRR. W latach 1990–1991 członek KC KPZR.